# Itano Tomomi
Itano Tomomi (板野 友美 Bản Dã Hữu Mỹ?) (sinh ngày 3 tháng 7 năm 1991 tại Yokohama, Kanagawa) là cựu thành viên Team K của nhóm nhạc thần tượng nữ AKB48, công ty quản lý của cô là Horipro, năm 2011, cô cho ra mắt single mang tên "Dear J" và tiếp theo là "Fui ni", "10nen Go no Kimi e" và "1%".

## Sự nghiệp
Năm 2005, Itano gia nhập nhóm nhạc thần tượng nữ Nhật Bản AKB48 với tư cách là 1 thành viên Team A. Cô cũng là người mẫu cho tạp chí thời trang Cawaii của phụ nữ và phát hành cuốn sách ảnh mang tên T.O.M.O.row đầu tiên của cô vào tháng 4 năm 2009. Trong đầu năm 2010, cô đóng vai Shibuya ở TV Tokyo kịch Majisuka Gakuen của AKB48.Cô đã có một vai trò định kỳ trên Kamen Rider W như queen, cùng với đồng nghiệp AKB48 biểu diễn Tomomi Kasai, cho đến khi chương trình kết thúc vào cuối năm 2010. Cùng với nhau, họ tạo thành các tiểu đơn vị queen & Elizabeth. Trong năm 2010 tổng tuyển cử của AKB48, cô đạt thứ hạng 4 tổng thể.

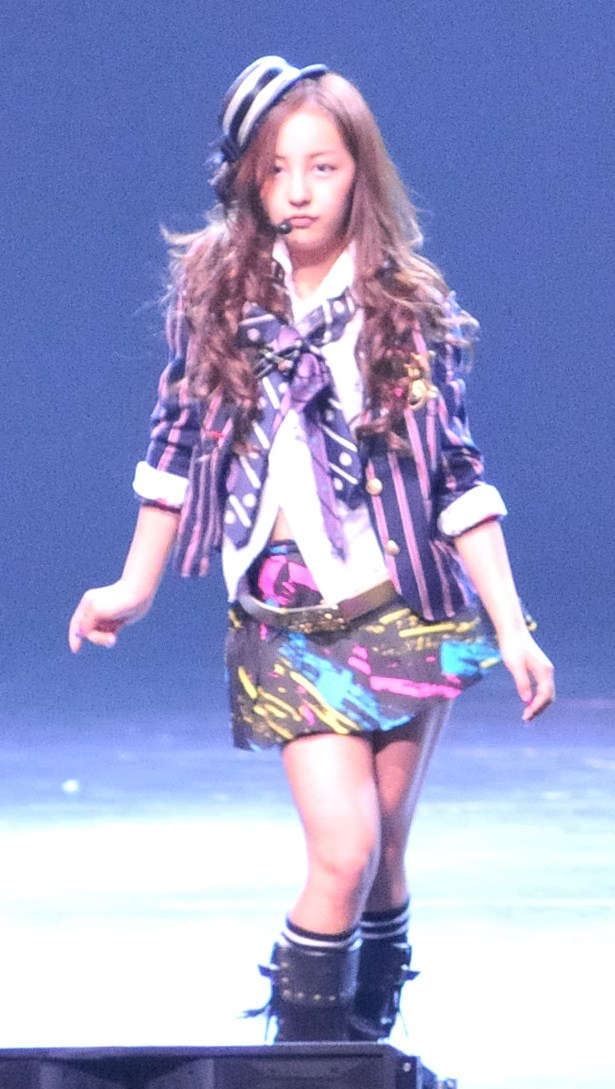

Itano phát hành đĩa đơn đầu tiên của cô, "Dear J", vào ngày 26 tháng năm 2011. Nó vị trí số 1 trên bảng xếp hạng Oricon hàng ngày và số 2 trên bảng xếp hạng Oricon hàng tuần, bán được 204.981 bản. Vào tháng Tư, cô diễn lại vai Shibuya trong Majisuka Gakuen 2. Lần đầu tiên ca khúc "Wanna Be Now" đạt vị trí thứ 2 trên bảng xếp hạng Recochoku hàng ngày và thứ 6 trên bảng xếp hạng hàng tuần.
Trong năm 2012, Itano đã được trích dẫn là "nữ hoàng của quảng cáo truyền hình" vì có nhiều hợp đồng với các công ty hơn bất kỳ tarento nữ khác.
Ngày 01 tháng 2 năm 2013, trên sân khấu chúc mừng của AKB48, Itano tuyên bố cô sẽ rời khỏi nhóm. Cô đã phát hành solo đơn của cô, "1%" vào ngày 12. Bài hát chủ đề được sử dụng trong quảng cáo truyền hình cho Samantha Vega. MV được quay tại New York, và bao gồm sự xuất hiện của nữ diễn viên người Mỹ và mô hình Taylor Momsen. Buổi lễ tốt nghiệp của Itano đã diễn ra tại Tokyo Dome vào ngày 25 tháng 8, và một hiệu suất theo dõi vào ngày 27 tại nhà hát AKB48; hiệu suất được truyền trực tiếp bởi Nico Nico Namahousou, bài hát tốt nghiệp của cô là "Saigo no Door", được phát hành như một B-sides, một trong những phiên bản của single "Koisuru chí Fortune Cookie" của AKB48.
Trong một cuộc phỏng vấn với trang web giải trí Nhật Bản Nihongogo, Itano chia sẻ suy nghĩ của mình về việc chuyển sang một nghệ sĩ solo "trong một nhóm bạn thực hiện như một đơn vị với mỗi thành viên đóng vai trò nhân vật nào đó, tuy nhiên như một nghệ sĩ solo, bạn có để có thể chơi tất cả vai trò cùng một lúc. Bạn phải lấy về vai trò của việc mát mẻ, sexy, và dễ thương và mặc dù nó chắc chắn là một thách thức, đó là điều tôi phải phấn đấu để đạt được."
Vào tháng 7 năm 2014, Itano đã biểu diễn tại Mỹ Union Square ở San Francisco cho J-POP - Lễ hội nghị thượng đỉnh vào năm 2014.
Itano đã được vào vai chính của một du học sinh Nhật Bản có trụ sở tại Trung Quốc cùng với ca sĩ-diễn viên Đài Loan Dino Lee trong bộ phim lãng mạn Trung Quốc Áo mưa (雨衣), theo tiết lộ trong một cuộc họp báo bộ đôi xuất hiện ở trên 29 tháng 9 năm 2015. Các dự thời gian quay phim 2 tháng cho bộ phim mà phải mất ở Thượng Hải và Tokyo đang diễn ra. Bộ phim dự kiến sẽ phát hành vào mùa xuân năm 2016 tại ba nước.